# Triftbrücke
Die Triftbrücke ist eine Fussgänger-Seilbrücke nach dem Vorbild der nepalesischen Dreiseilbrücken, welche den Triftsee im Süden beim Ausfluss des Sees, im Gadmertal im Kanton Bern in der Schweiz, überquert. Die Triftbrücke ist eine der längsten und höchsten Hängeseilbrücken für Fussgänger der Alpen.

## Geschichte

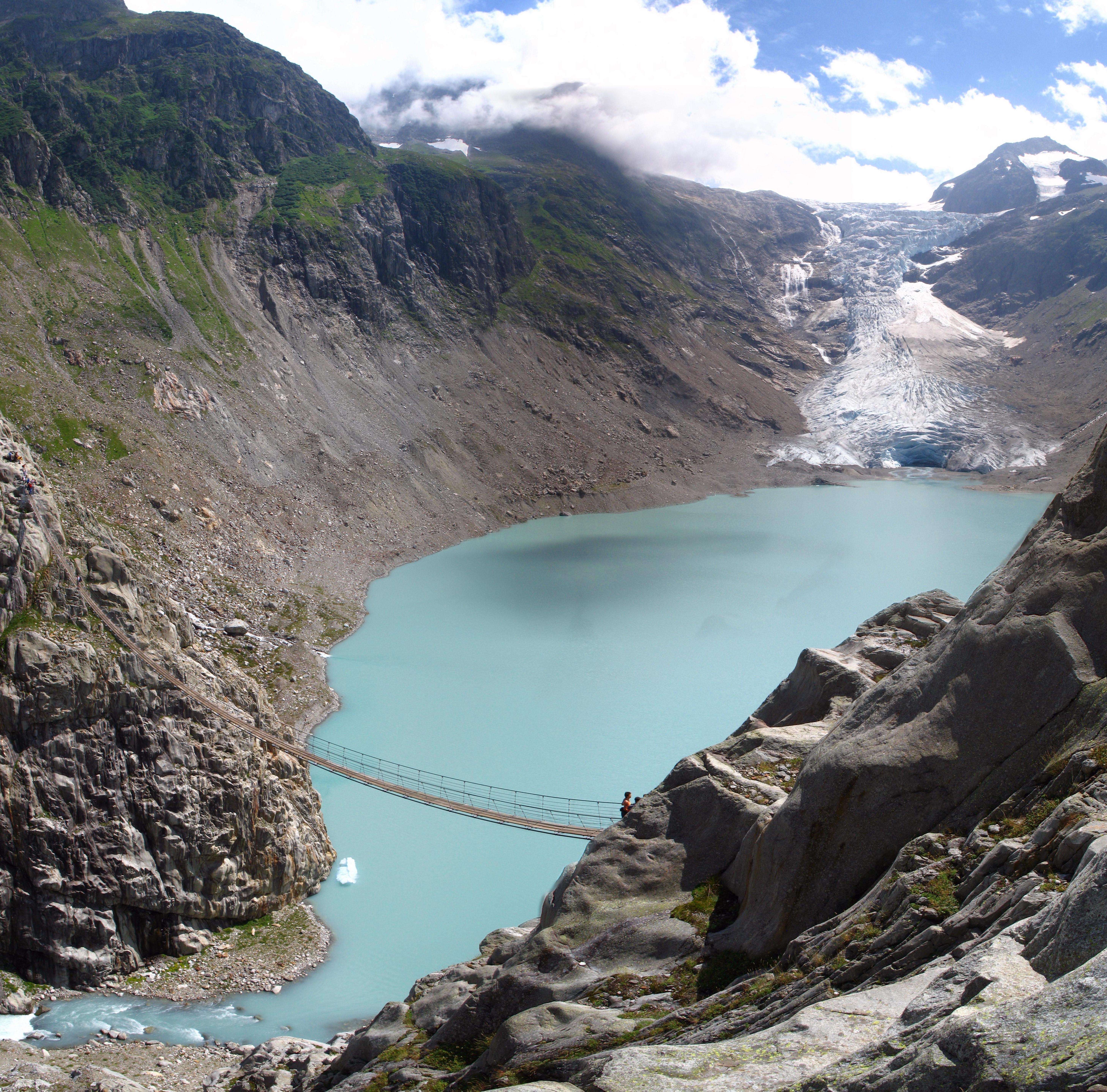
Alte Triftbrücke 2007

Früher reichte die Zunge des Triftgletschers bis in die Triftschlucht und ermöglichte so den Alpinisten, auf dem Weg zur Trifthütte die Schlucht über den Gletscher zu überqueren. Schon 1996 war absehbar, dass dieser Weg in Kürze nicht mehr passierbar sein würde, da sich der Gletscher rasch zurückzog. Oberhalb der Schlucht bildete sich ein See, der umgangen werden musste.
2004 wurde eine erste Brücke gebaut. Nach kurzer Zeit stellte sich aber heraus, dass die Brücke durch die Windturbulenzen bei Föhnstürmen in der Triftschlucht zu gefährlichem Schaukeln neigte. Dies führte auch immer wieder zu Schäden an Gehfläche und Aufhängung. Ursprünglich für Alpinisten vorgesehen, wurde die Brücke zu einem Touristenmagneten und lockte, nachdem die KWO ihre Werkseilbahn für die Öffentlichkeit zugänglich gemacht hatte, nun auch schlecht ausgerüstete Wanderer an. Für diese waren die beidseitig exponierten Zugänge ebenfalls ein Risiko. Aus diesen Gründen plante man im Herbst 2008 den Bau einer neuen Brücke, welche den veränderten Anforderungen genügen sollte.
An leicht nach Norden versetzter und 30 m höherer Position entstand so im Frühjahr 2009 in nur sechswöchiger Bauzeit die neue Brücke, die einen sichereren Steg und leichter erreichbare Zugänge aufweist. Mit Seilabspannungen kann sie extremen Windverhältnissen besser widerstehen. Die erst fünf Jahre alte bisherige Brücke wurde mit Fertigstellung der neuen abgebaut und erhielt im Juni 2010 im Göschenertal als Salbitbrücke einen neuen Standort.
Wenn man zur – wegen Neubau bis mindestens 2026 geschlossenen – Trifthütte gelangen möchte, muss die Triftbrücke überquert werden. Eine der Aufstiegsrouten zur Windegghütte führt am Westende der Brücke vorbei, ohne dass man sie begehen muss.

## Technische Daten
Die neue Brücke ist nun von beiden Seiten leichter zugänglich. Weiter wurde der Gehweg durch seitliche Kanthölzer und das Geländer durch horizontale Seile sicherer gemacht. Mit zwei schräg nach unten verlaufenden Spannseilen wird den Windkräften entgegengewirkt. Je zwei Tragseile verlaufen links und rechts auf Gehweghöhe, weitere zwei Tragseile bilden die Handläufe. Die oberen und unteren Tragseile sind durch vertikale Stahlarmaturen miteinander verbunden, die auch als Führungen für die horizontalen Geländerseile dienen. Die Tragseile werden von 24 Felsankern mit je 2,5 m Tiefe gehalten, wovon jeder mit 18 t Zuglast geprüft wurde. Der östliche Brückenkopf liegt ca. 16 m höher als der westliche.
|                      | Alte Triftbrücke            | Neue Triftbrücke                |
| -------------------- | --------------------------- | ------------------------------- |
| Länge                | 101,6 m                     | 170 m                           |
| Höhe                 | 70 m                        | 100 m                           |
| Stahl                | 220 Teile                   | 7'500 kg                        |
| Stahlseile           | 6                           | 5'000 m (Trag und Abspannseile) |
| Schrauben            |                             | 6'500                           |
| Lärchenholzplanken   | 210                         | 340                             |
| Baukosten            | ca. 100'000 CHF             | 350'000 CHF                     |
| Projektleitung       | Walter Brog                 | Walter Brog                     |
| Statik, Konstruktion | Ingenieurbüro Pfaffen, Chur | Ingenieurbüro Pfaffen, Chur     |

## Bilder

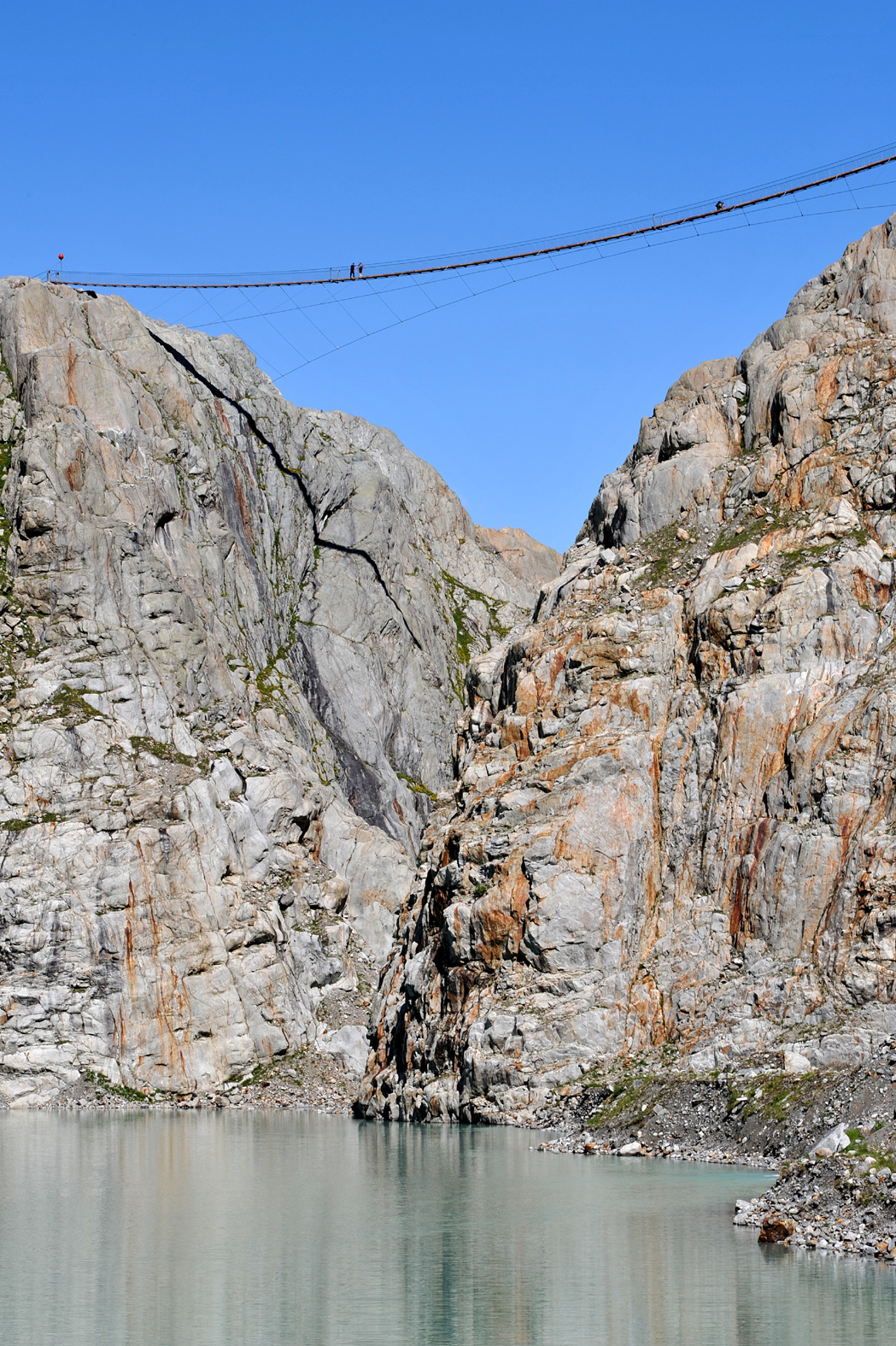
Sicht vom Gletschersee
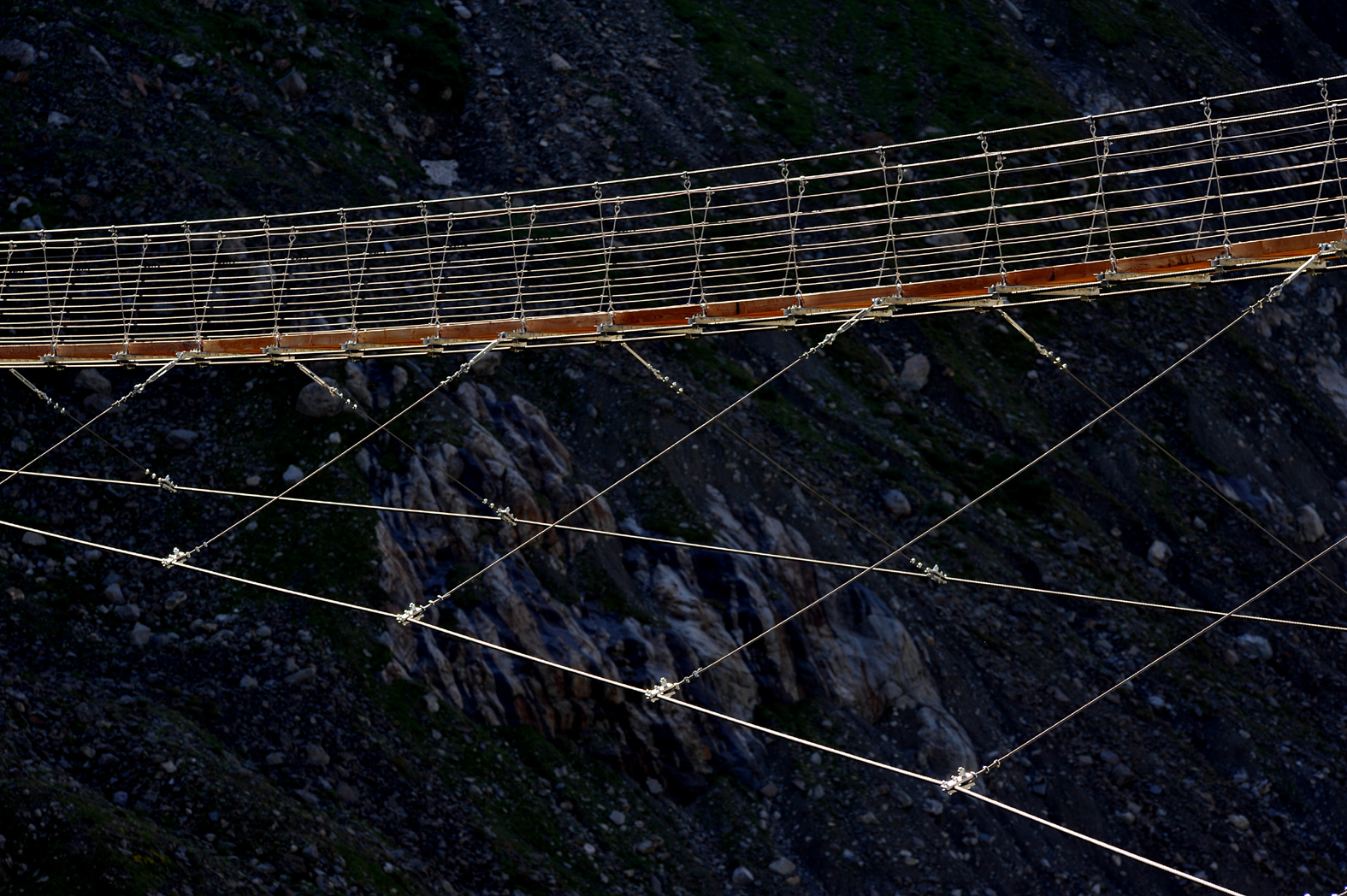
Seilstruktur im Frühlicht
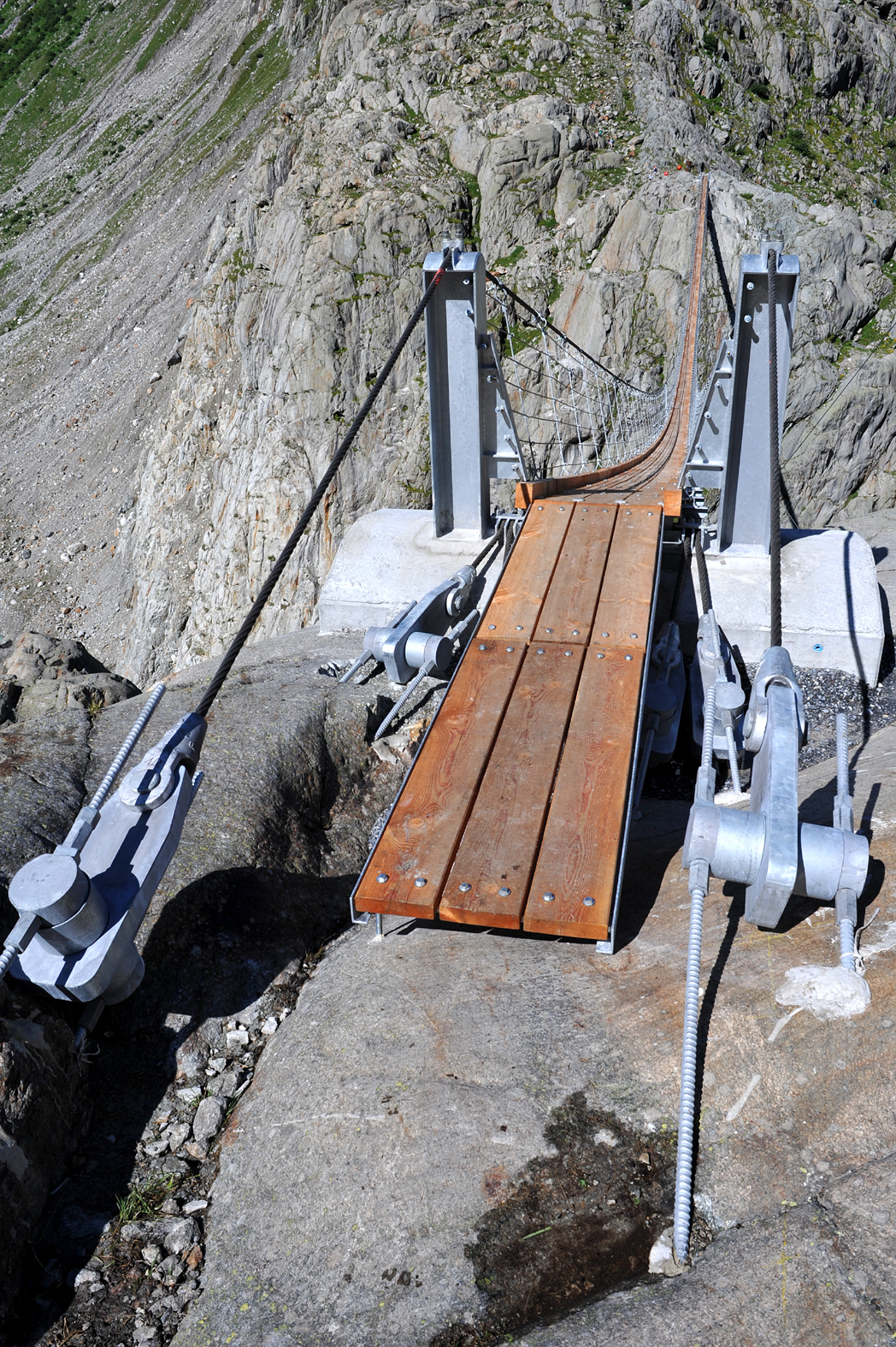
Östliche Seilanker
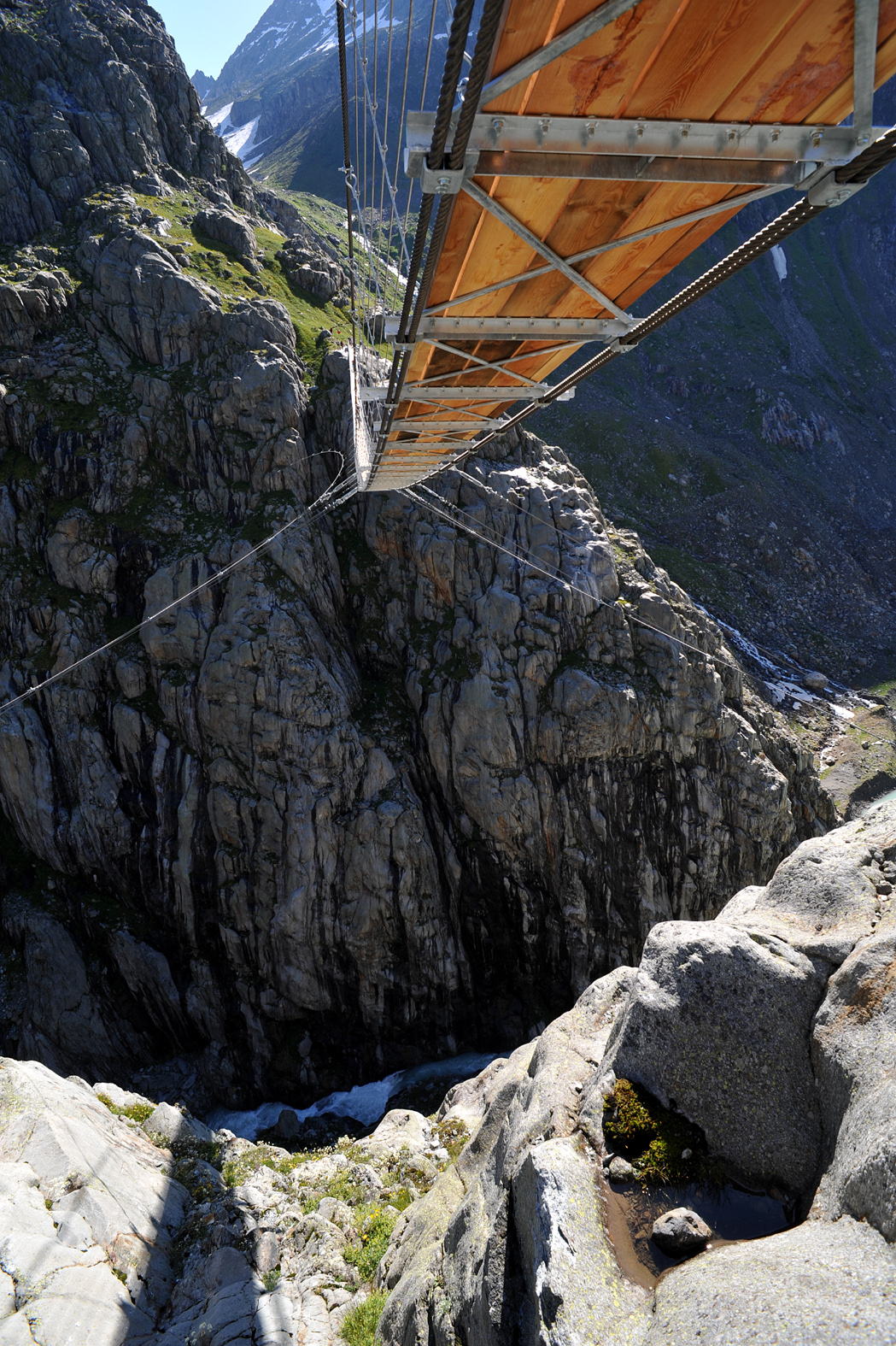
Gehwegkonstruktion von unten
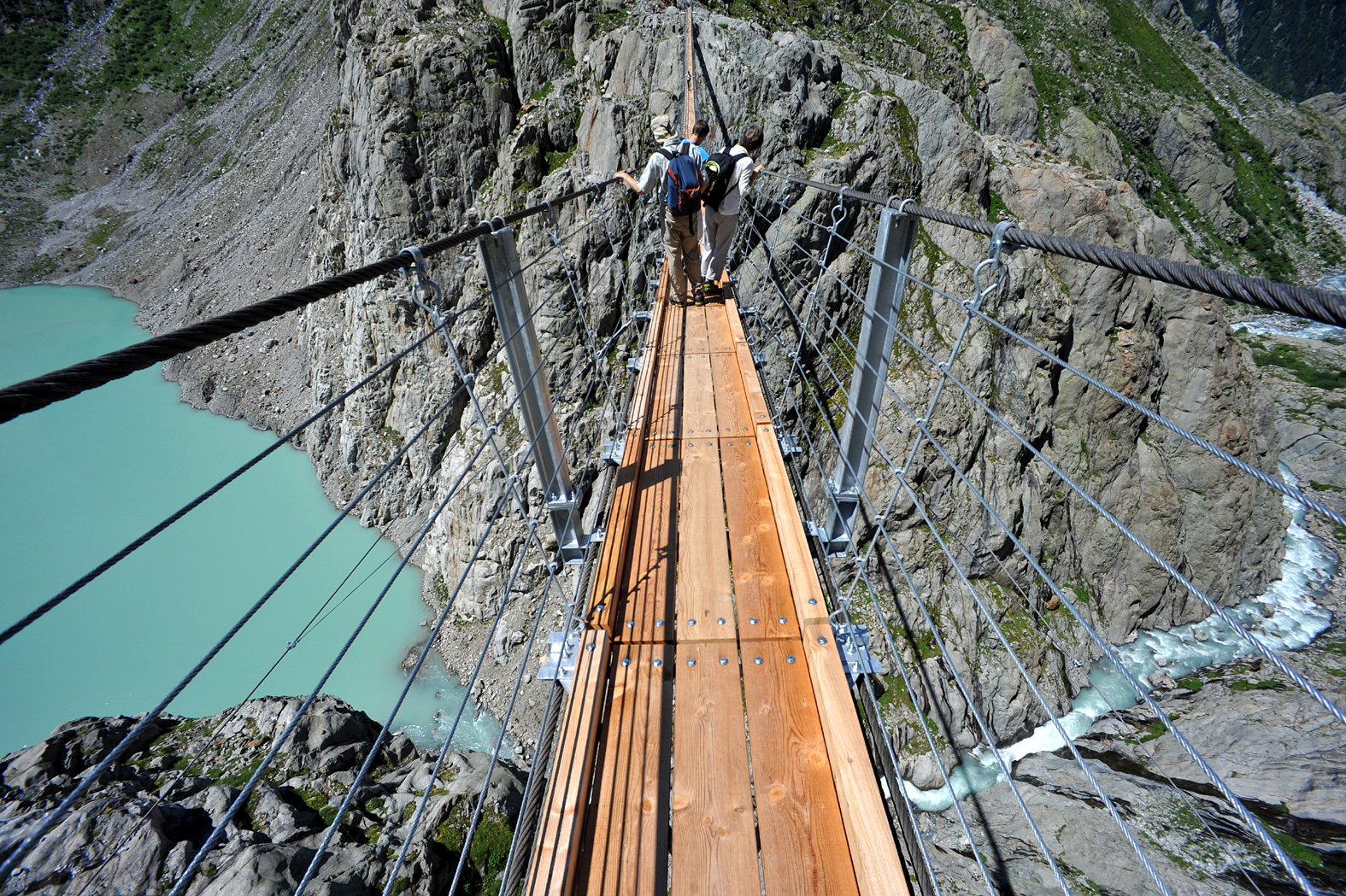
Sicht auf das Triftwasser